# Carrollton (Virginie)
Pour les articles homonymes, voir Carrollton.
Carrollton est une census-designated place située dans le comté d'Isle of Wight, dans l’État de Virginie, aux États-Unis. Lors du recensement de 2020, elle comptait 7 498 habitants.